# 勃兰特 (南达科他州)
勃兰特（英語：Brandt），是美国南达科他州下属的一座城市。根据2010年美国人口普查，该市有人口108人。论人口在本州排行第230。